# Životy nejvýznačnějších malířů, sochařů a architektů
Životy nejvýznačnějších malířů, sochařů a architektů, v italštině Le Vite de' più eccellenti pittori, scultori, e architettori či také Le Vite, je série uměleckých biografií napsaných italským malířem a architektem z 16. století Giorgio Vasarim. Vasariho biografie umělců je považována za možná nejslavnější a dnes i nejčtenější dílo starší literatury o umění mezi italskou renesanční uměleckou historiografií. Je nazývána první důležitou knihou o dějinách umění. Titul je často zkrácen pouze na Le Vite („životy“). Dílo bylo nejprve vydáno ve dvou dílech s podstatnými rozdíly mezi nimi; první v roce 1550 a druhý v roce 1568 (doplněno většinou o překlady a odkazy). Důležitou změnou druhého vydání byla zvýšená pozornost věnovaná benátskému umění, neboť Vasari byl kritizován za nadměrný důraz na umění své rodné Florencie v prvním vydání.

## Historie
Jako první italský historik umění Vasari inicioval vznik žánru uměleckých encyklopedií. Vasariho práce byla poprvé vydána v roce 1550 Lorenzem Torrentinem ve Florencii a věnována Cosimovi I. de' Medici, velkovévodovi Toskánska. Dílo obsahovalo i cenná pojednání o technických metodách používaných v umění. Bylo částečně přepsáno a rozšířeno v roce 1568 a opatřeno dřevorytinami portrétů umělců (o některých portrétech existují pochyby). Vasariho práce má konzistentní a proslulou nekritičnost k florentinským umělcům a má tendenci přisuzovat jim všechny nové vývoje v renesančním umění – například vynález rytiny. Ignorováno je obzvláště umění benátské včetně umění v ostatních částech Evropy. Mezi prvním a druhým vydáním své encyklopedie Vasari navštívil Benátky a druhé vydání věnuje více pozornosti benátskému umění a konečně i Tizianovi, aniž by ovšem bylo dosaženo neutrálního pohledu. John Addington Symonds (1840–1893), anglický básník a historik, autor mnoha biografií spisovatelů a umělců, prohlásil v roce 1899, že je zřejmé, že Vasari často psal s nedbalostí, s matoucími daty a místy a neměl žádné problémy ověřit pravdu svých tvrzení (pokud jde o Vasariho život Nicola Pisana), a zároveň uznává, že navzdory těmto nedostatkům je Vasariho práce jedním ze základních zdrojů informací o renesanci v Itálii. Vasari do své biografie přidal i zábavné historky. Mnoho jeho historek obsahuje zrnko pravdy, ačkoli jsou pravděpodobně vymyšleny. Jiné jsou pouhými fikcemi jako například příběh mladého Giotta, který prý namaloval mouchu na rozpracovaný obraz malíře Cimabua. Ten se marně pokoušel mouchu odehnat. Žánrový příběh, který odráží historku o řeckém malíři Apellésovi. Vasari neověřoval své údaje v archivech, jak to dělají moderní historici umění. Proto je přirozeně jeho biografie nejspolehlivějším zdrojem informací o malířích jeho vlastní generace a generace bezprostředně předcházející. Moderní kritika – se všemi novými materiály ověřenými výzkumem – opravila mnoho jeho tvrzení. Le Vite je dnes považováno za klasiku, ačkoli je všeobecně uznáváno, že musí být doplněno moderním vědeckým výzkumem. Na konec biografie Vasari přidal čtyřicetistránkový náčrt své vlastní biografie a dodal další podrobnosti o sobě a své rodině, o životě Lazzara Vasariho a Francesca de' Rossiho.

## Vliv
Vasariho kniha Le Vite je označována jako zdaleka nejvlivnější, ojedinělý text pro historii renesančního umění a nejdůležitější dílo renesanční biografie výtvarníků. Její vliv se obráží hlavně ve třech oblastech: jako příklad pro současného a pozdějšího biografa a historika umění, jako rozhodující faktor v pohledu na renesanci a roli Florencie a Říma v něm a jako hlavní zdroj informací o životech a dílech raně renesančních umělců z Itálie. Le Vite byly přeložen zcela nebo částečně do mnoha jazyků, včetně angličtiny (E. L. Seeley), nizozemštiny, němčiny, španělštiny, francouzštiny a ruštiny.

## Le Vite jako vzor
Vasariho Le Vite vytvořily model pro další encyklopedické biografie umělců. V 17. století se různí překladatelé stali uměleckými historiky ve své vlastní zemi a byli často nazýváni Vasari z jejich země. Karel Van Mander byl pravděpodobně první autor zvaný jako Vasarian. Napsal knihu o malířích Het Schilderboeck (1604), která obsahovala nejen první nizozemský překlad Vasariho, ale také první nizozemský překlad Ovidia a byla opatřena seznamem italských malířů, kteří se objevili na scéně po Vasarim. Kniha byla doplněna také prvním obsáhlým seznamem biografií malířů z Nizozemí. Podobně Joachim von Sandrart (1606–1688), německý malíř a umělecký historik baroka, aktivní v Amsterdamu v době tzv. Gouden Eeuw (nizozemského zlatého věku), v éře slavných nizozemských barokních malířů. Joachim von Sandrart, autor Deutsche Akademie (1675), se stal známým jako německý Vasari a Antonio Palomino, autor knihy El Parnaso español pintoresco laureado (Život a práce nejvýznamnějších španělských malířů, 1724), se stal španělským Vasarim. William Aglionby (1642–1705), anglický lékař, historik umění, překladatel a diplomat vydal v roce 1685 Painting Illustrated, tato práce je založená z velké části na Vasariho díle.

## Pohled na renesanci
Le Vite jsou také důležité jako základ pro diskusi o vývoji stylu. Dílo ovlivnilo pohled historiků umění rané renesance na dlouhou dobu, kladlo příliš velký důraz na úspěchy florentských a římských umělců, zatímco opomíjelo ostatní italské umělce a zcela ignorovalo umělce z ostatních částí Evropy.

## Le Vite jako zdroj informací
Po staletí se jednalo o nejdůležitější zdroj informací o italských a zejména toskánských raně renesančních malířích a o jejich obrazech. V roce 1899 John Addington Symonds použil Le Vite jako jeden ze svých základních pramenů pro popis umělců v sedmi knihách o renesanci v Itálii (Renaissance in Italy). Dílo je dnes i přes své zjevné předsudky a nedostatky základem pro biografie mnoha umělců, jako je Leonardo da Vinci.

## Obsah
Le Vite obsahují biografie mnoha významných italských umělců a jsou také přijímány jako druh klasického referenčního průvodce po jménech, která jsou někdy používána různými způsoby. Následující seznam respektuje pořadí knihy, je rozdělen do tří částí. Kniha začíná věnováním Cosimovi I. de' Medici a předmluvou a poté začíná technickými a podkladovými texty o architektuře, plastice a malbě. Následuje druhá předmluva, ve které se uvádí Le Vite v částech 2 až 5. Následuje úplný seznam z druhého vydání (1568). V několika případech byly v jedné části uvedeny různé velmi krátké biografie.

### Část 2
- Cimabue
- Arnolfo di Lapo, s Bonannem
- Nikola Pisano
- Giovanni Pisano
- Andrea Tafi
- Gaddo Gaddi
- Margaritone
- Giotto, s Pucciem Capannou
- Agostino a Agnolo
- Stefano a Ugolino
- Pietro Lorenzetti (Pietro Laurati)
- Andrea Pisano
- Buonamico Buffalmacco
- Ambrogio Lorenzetti (Ambruogio Laurati)
- Pietro Cavallini
- Simone Martini s Lippem Memmim
- Taddeo Gaddi
- Andrea Orcagna (Andrea di Cione)
- Tommaso Fiorentino (Giottino)
- Giovanni da Ponte
- Agnolo Gaddi s Cenninem Cenninim
- Berna Sanese (Barna da Siena)
- Duccio
- Antonio Viniziano (Antonio Veneziano)
- Jacopo di Casentino
- Spinello Aretino
- Gherardo Starnina
- Lippo
- Lorenzo Monaco
- Taddeo Bartoli
- Lorenzo di Bicci with Bicci di Lorenzo and Neri di Bicci

### Část 3
- Jacopo della Quercia
- Niccolo Aretino (Niccolò di Piero Lamberti)
- Dello (Dello di Niccolò Delli)
- Nanni di Banco
- Luca della Robbia s Andreou della Robbia a Girolamem della Robbia
- Paolo Uccello
- Lorenzo Ghiberti s Niccolò di Piero Lamberti
- Masolino da Panicale
- Parri Spinelli
- Masaccio
- Filippo Brunelleschi
- Donatello
- Michelozzo Michelozzi s Pagno di Lapo Portigiani
- Antonio Filarete a Simone Ghini
- Giuliano da Maiano
- Piero della Francesca
- Fra Angelico s Domenikem di Michelino a Attavantem
- Leon Battista Alberti
- Lazaro Vasari
- Antonello da Messina
- Alesso Baldovinetti
- Vellano da Padova (Bartolomeo Bellano)
- Fra Filippo Lippi s Fra Diamantem a Jacopem del Sellaio
- Paolo Romano, Mino del Reame, Chimenti Camicia a Baccio Pontelli
- Andrea del Castagno a Domenico Veneziano
- Gentile da Fabriano
- Vittore Pisanello
- Pesello a Francesco Pesellino
- Benozzo Gozzoli s Melozzem da Forlì
- Francesco di Giorgio a Vecchietta (Lorenzo di Pietro)
- Galasso Ferrarese s Cosmè Turou
- Antonio Rossellino a Bernardo Rossellino
- Desiderio da Settignano
- Mino da Fiesole
- Lorenzo Costa s Ludovicem Mazzolinem
- Ercole Ferrarese
- Jacopo, Giovanni a Gentile Bellini s Niccolò Rondinellim a Benedettem Codou
- Cosimo Rosselli
- Il Cecca (Francesco d’Angelo)
- Don Bartolomeo Abbate di S. Clemente (Bartolomeo della Gatta) s Matteem Lappolim
- Gherardo di Giovanni del Fora
- Domenico Ghirlandaio s Benedettem, Davidem Ghirlandaio a Bastianem Mainardim
- Antonio Pollaiuolo a Piero Pollaiuolo s Masem Finiguerrou
- Sandro Botticelli
- Benedetto da Maiano
- Andrea del Verrocchio s Benedettem a Santim Buglionim
- Andrea Mantegna
- Filippino Lippi
- Bernardino Pinturicchio s Niccolò Alunnem a Gerinem da Pistoia
- Francesco Francia s Caradossem
- Pietro Perugino s Rocco Zoppem, Franceskem Bacchiaccou, Eusebiem da San Giorgio a Andreou Aloigim (l’Ingegno)
- Vittore Scarpaccia se Stefanem da Verona, Jacopem Avanzim, Altichierem, Jacobellem del Fiore, Guarientem di Arpo, Giustem de' Menabuoi, Vincenzem Foppou, Vincenzem Catenou, Cimou da Conegliano, Markem Basaitim, Bartolomeem Vivarinim, Giovannim di Niccolò Mansueti, Vittorem Bellinianem, Bartolomeem Montagnou, Benedettem Rusconim, Giovannim Buonconsigliem, Simonem Biankem, Tulliem Lombardem, Vincenzem Civerchiem, Girolamem Romanim, Alessandrem Bonvicinem (il Moretto), Franceskem Bonsignorim, Giovannim Franceskem Carotem a Franceskem Torbidem (il Moro)
- Iacopo detto l'Indaco (Jacopo Torni)
- Luca Signorelli s Tommasem Bernabeim (il Papacello)

### Část 4
- Leonardo da Vinci
- [[Giorgione da Castelfranco]]
- Antonio da Correggio
- Piero di Cosimo
- Donato Bramante (Bramante da Urbino)
- Fra Bartolomeo Di San Marco
- Mariotto Albertinelli
- Raffaellino del Garbo
- Pietro Torrigiano
- Giuliano da Sangallo
- Antonio da Sangallo
- Raphael
- Guillaume de Marcillat
- Simone del Pollaiolo (il Cronaca)
- Davide Ghirlandaio a Benedetto Ghirlandaio
- Domenico Puligo
- Andrea da Fiesole
- Vincenzo da San Gimignano a Timoteo da Urbino
- Andrea Sansovino (Andrea dal Monte Sansovino)
- Benedetto da Rovezzano
- Baccio da Montelupo a Raffaello da Montelupo (otec a syn)
- Lorenzo di Credi
- Boccaccio Boccaccino (Boccaccino Cremonese)
- Lorenzetto
- Baldassare Peruzzi
- Pellegrino da Modena (Pellegrino Aretusi)
- Giovan Francesco (il Fattore)
- Andrea del Sarto
- Properzia de' Rossi, se sestrou Plautillou Nelli, Lucrezií Quistelli a Sofonisbou Anguissolou
- Alfonso Lombardi
- Michele Agnolo (Giovanni Angelo Montorsoli)
- Girolamo Santacroce
- Dosso Dossi and Battista Dossi (bratři Dossiovi)
- Giovanni Antonio Licino
- Rosso Fiorentino
- Giovanni Antonio Sogliani
- Girolamo da Treviso (Girolamo Da Trevigi)
- Polidoro da Caravaggio a Maturino da Firenze (Maturino Fiorentino)
- Bartolommeo Ramenghi (Bartolomeo Da Bagnacavallo)
- Marco Calabrese
- Morto Da Feltro
- Franciabigio
- Francesco Mazzola (il Parmigianino)
- Jacopo Palma (il Palma)
- Lorenzo Lotto
- Fra Giocondo
- Francesco Granacci
- Baccio d'Agnolo
- Valerio Vicentino (Valerio Belli), Giovanni da Castel Bolognese (Giovanni Bernardi) a Matteo dal Nasaro Veronese

### Část 5
- Marcantonio Bolognese
- Antonio da Sangallo
- Giulio Romano
- Sebastiano del Piombo (Sebastiano Viniziano)
- Perino Del Vaga
- Domenico Beccafumi
- Giovann'Antonio Lappoli
- Niccolò Soggi
- Niccolò detto il Tribolo
- Pierino da Vinci
- Baccio Bandinelli
- Giuliano Bugiardini
- Cristofano Gherardi
- Jacopo da Pontormo
- Simone Mosca
- Girolamo Genga, Bartolommeo Genga a Giovanbatista San Marino (Giovanni Battista Belluzzi)
- Michele Sanmicheli s Paolem Veronesem (Paulino) a Paolem Farinatim
- Giovannantonio detto il Soddoma da Verzelli
- Bastiano detto Aristotile da San Gallo
- Benedetto Garofalo (il Garofalo) a Girolamo da Carpi s Bramantinem a Bernardinem Gattim (il Soiaro)
- Ridolfo Ghirlandaio, Davide Ghirlandaio a Benedetto Ghirlandaio
- Giovanni da Udine
- Battista Franco s Jacopem Tintorettem a Andreou Schiavonem
- Francesco Rustichi
- Fra' Giovann'Agnolo Montorsoli
- Francesco detto de' Salviati (il Salviati) s Giuseppem Portou
- Daniello Ricciarelli da Volterra
- Taddeo Zucchero s Federikem Zuccarim

### Část 6
- Michelangelo Buonarroti (Michelangelo) s Tiberiem Calcagnim a Marcellem Venustim
- Francesco Primaticcio s Giovannim Battistou Ramenghim (il Bagnacavallo mladší), Prosperem Fontanou, Niccolò dell'Abbate, Domenikem del Barbieri, Lorenzem Sabatinim, Pellegrinem Tibaldim, Lukou Longhim, Liviem Agrestim, Markem Marchettim, Giovannim Boscolim a Bartolomeem Passarottim
- Tiziano da Cadore (Titian) s Jacopem Bassanem, Giovannim Marií Verdizottim, Janem van Calcar (Giovanni fiammingo) a Paridem Bordonem
- Jacopo Sansovino s Andreou Palladiem, Alessandrem Vittorií, Bartolomeem Ammannatim a Danesem Cattaneem
- Lione Aretino (Leone Leoni) s Guglielmem Della Porta a Galeazzem Alessim
- Giulio Clovio, iluminátor
- další italští umělci: Girolamo Siciolante da Sermoneta, Marcello Venusti, Iacopino del Conte, Dono Doni, Cesare Nebbia a Niccolò Circignani detto il Pomarancio
- Bronzino
- Giorgio Vasari

## Vydání
Během let existovaly četné edice a překlady životů. Mnoho z nich bylo zkráceno kvůli velké délce originálu. Nejnovější anglický překlad je od autorů Petera a Julie Conaway Bondanella, publikovaná v Oxford World’s Classics (Oxford University Press) v roce 1991.

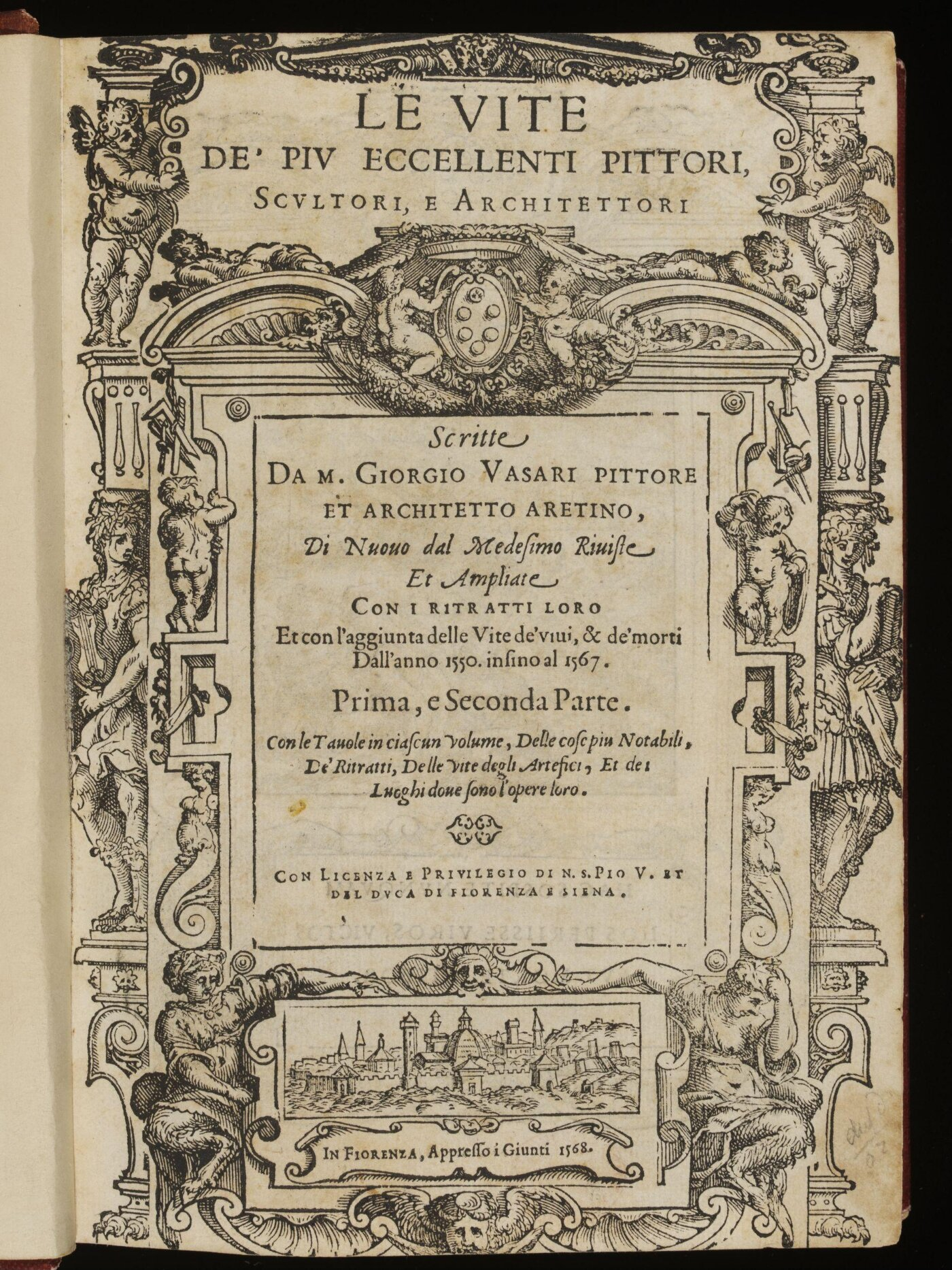
Díl I a II, obálka, vydání z roku 1568
- Část 1 a 2, rok vydání 1568
- Část 3, svazek 1, rok vydání 1568
- Část 3, svazek 2, rok vydání 1568
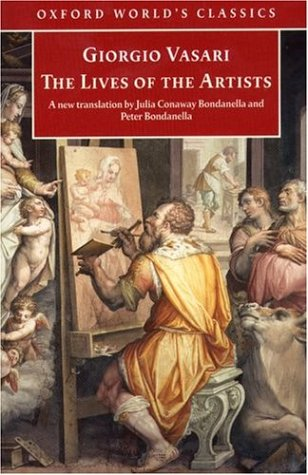
Obálka The Lives of the Most Excellent Painters, Sculptors, and Architects, Oxford World’s Classics